# Adler (Russie)
Pour les articles homonymes, voir Adler.
Adler (en russe : Адлер) est une station balnéaire de Russie, dans le kraï de Krasnodar, au bord de la mer Noire. Elle est le chef-lieu administratif du raïon d'Adler qui forme un arrondissement suburbain de la ville-arrondissement de Sotchi. La station balnéaire d'Adler (qui a le statut de microraïon) se trouve à l'embouchure de la rivière Mzymta et comporte 69 120 habitants. Son centre-ville se trouve à vingt kilomètres au sud du centre-ville de Sotchi.

## Historique
Un village de pêcheurs pontiques nommé Lysos (Λυσός signifiant « fondu, argileux »), est devenu escale génoise au XIIIe siècle (Lisso) avant de tomber sous la domination turque, sous le nom d'Atlar, toponyme issu de l'oubykh adla (« ponton, jetée »), avec le pluriel turc lar : « les jetées ».
En 1837, la région est conquise par l'Empire russe, qui y construit le « fort du Saint-Esprit » (Крепость Святого Духа). À partir de 1869, de nombreux russes et ukrainiens se joignent aux pontiques, oubykhs, abkhazes, géorgiens et arméniens tcherkessogaïs du lieu. À la fin du XIXe siècle les Russes y sont majoritaires et l'endroit devient une villégiature à la mode pour l'aristocratie et la bourgeoisie russes : les villas s'y multiplient. En 1910, un parc est aménagé par Arnold Regel dans la propriété du général Dratchevsky (ru) ; c'est aujourd'hui le parc dendrologique de la flore pontique. À partir de 1934 Adler devient un lieu de congés de la nomenklatura soviétique, ce qui aboutit à la construction de grands établissements de repos, de sanatoriums, de routes et de nouvelles infrastructures, dont l'aéroport qui dessert aussi Sotchi. D'ailleurs en 1961, Adler passe sous l'administration de Sotchi.

Plan du site olympique côtier, situé à Adler.

Pour les Jeux olympiques d'hiver de 2014, Adler accueille l'un des deux sites olympiques : celui du complexe côtier, tandis qu'en altitude, Krasnaïa Poliana est le complexe de montagne. C'est à Adler qu'ont lieu les épreuves de patinage, et que le village olympique est construit. Toutes les infrastructures d'Adler ont été revues pour cette échéance, avec la construction d'un nouvel aéroport, d'une nouvelle gare (ru), de nouveaux complexes sportifs, de voies rapides, de tunnels, de ponts et d'un nouveau port de fret (le « port d'Imérétie », Imerentinski Port, près de l'embouchure de la Mzymta).

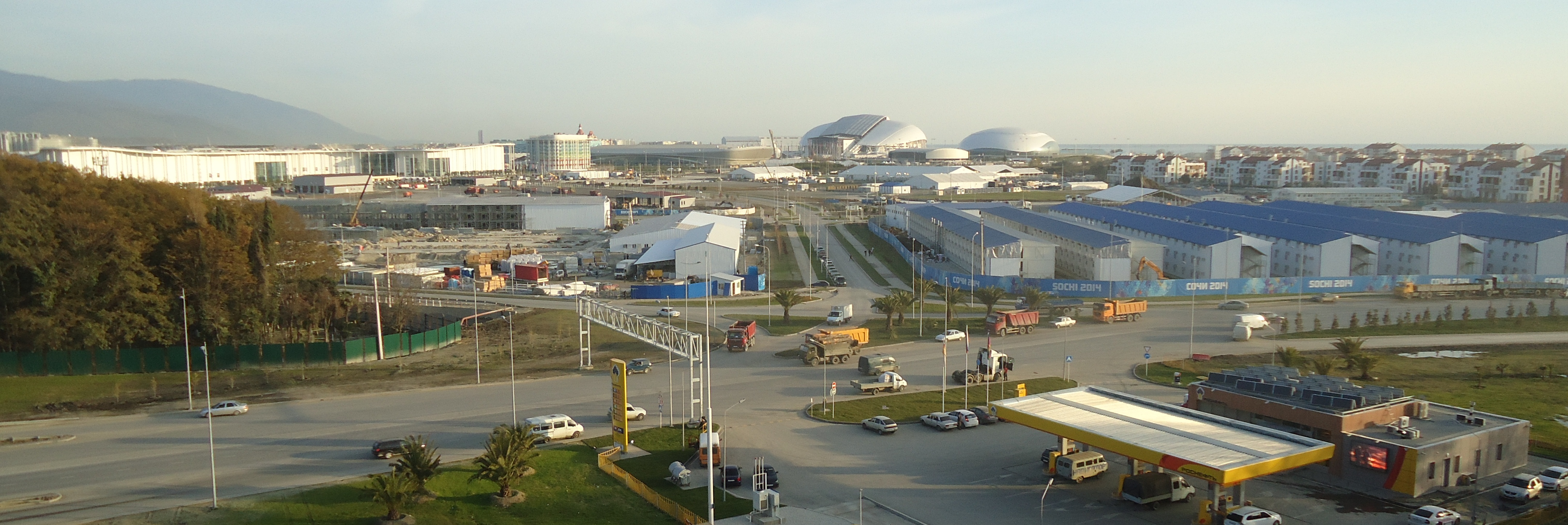
Vue du parc olympique côtier en novembre 2013.

## Cultes
On y trouve quatre églises : deux églises orthodoxes russes, celle de la Sainte-Trinité, et celle du Saint-Esprit ; une église arménienne, la cathédrale Saint-Sarkis ; et une église catholique, l'église des Saints-Grégoire-et-Basile.

## Transports
- L'aéroport international d'Adler-Sotchi se trouve sur son territoire, sur la rive droite de la Mzymta.
- La gare ferroviaire d'Adler dessert les localités côtières et mène les passagers vers la gare du centre-ville de Sotchi, à vingt kilomètres au nord. Le train de luxe nommé « Palmyre du Nord » relie Saint-Pétersbourg et Moscou à Adler.

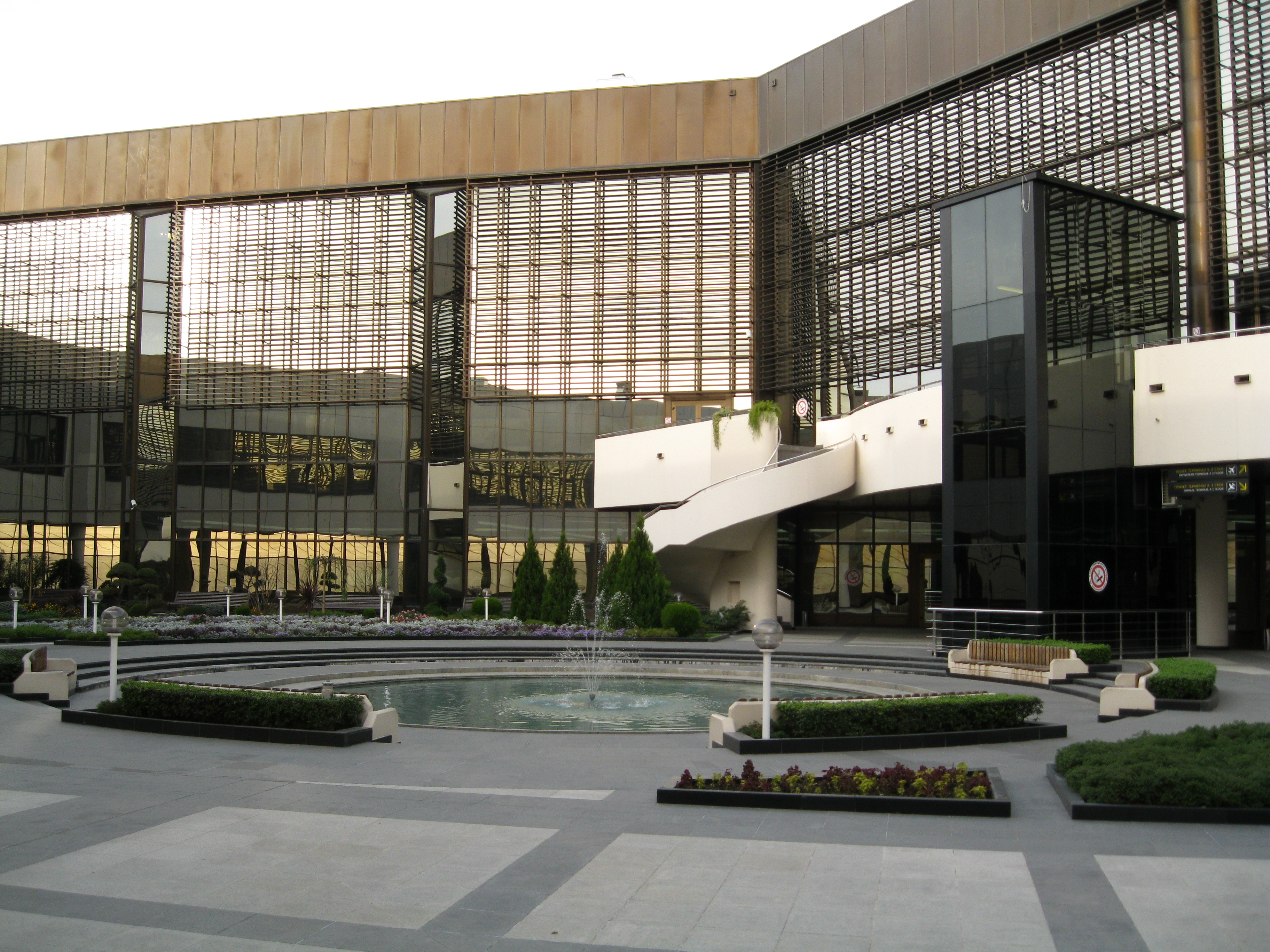
Jardin intérieur de l'aéroport de Sotchi, dit « Jardin italien ».
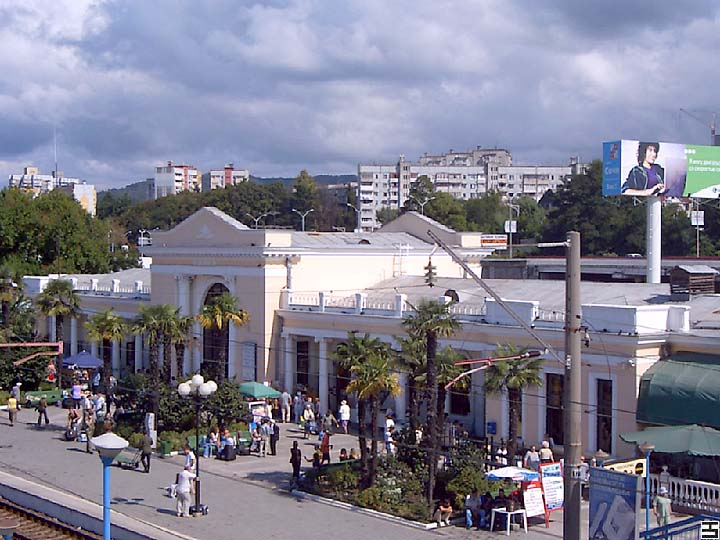
Ancienne gare d'Adler, aujourd'hui devenue musée.
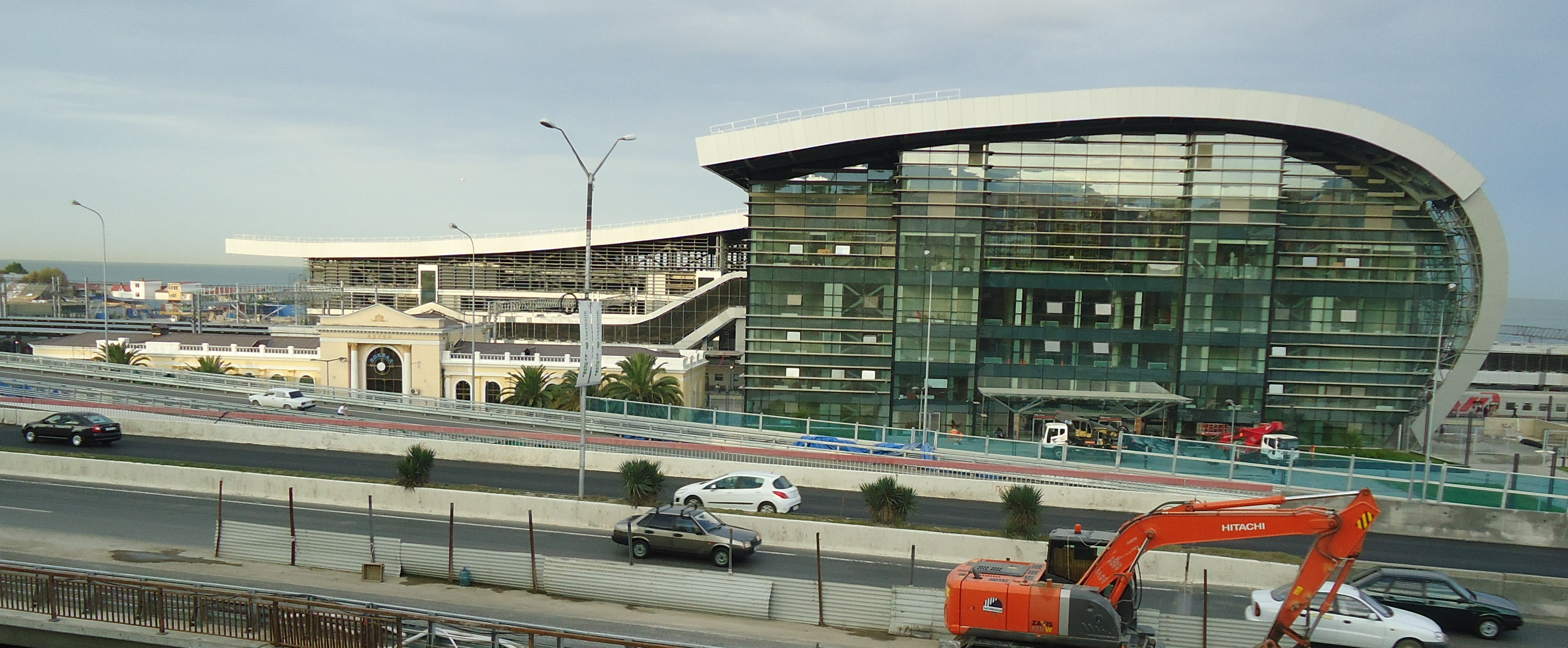
Nouvelle gare (ru) d'Adler, à droite de l'ancienne, d'où des lignes la relient directement à l'aéroport, à Krasnaïa Poliana et à la gare centrale de Sotchi.
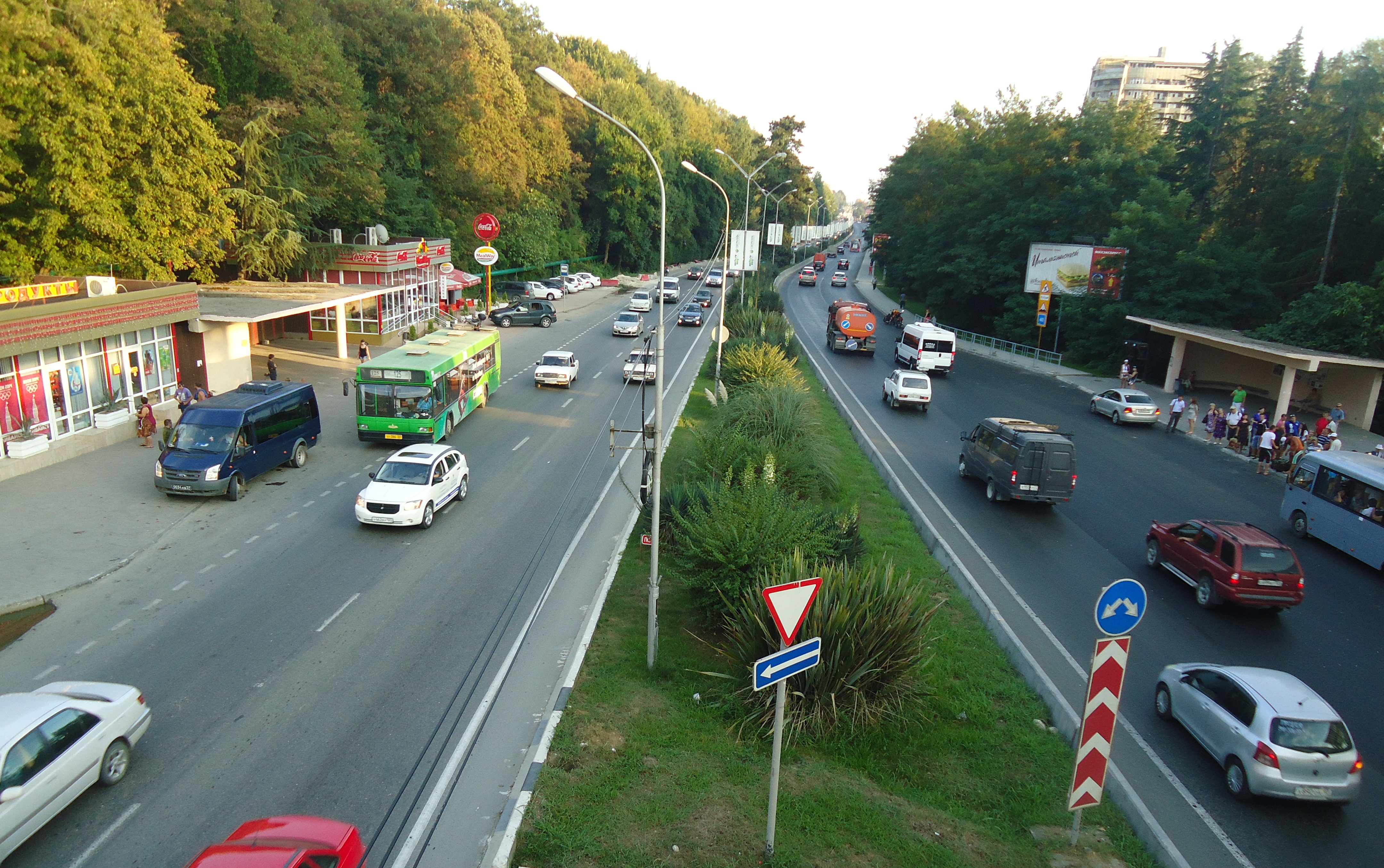
Une des voies rapides reliant le centre d'Adler au centre-ville de Sotchi.

## Environnement
Une partie de la réserve naturelle et biosphérique du Caucase se trouve dans le territoire administratif d'Adler. On peut y faire des randonnées et du rafting (lac Kardyvatch, Mzymta, Ourouchten, etc.) vers Krasnaïa Poliana.
Le parc dendrologique est renommé pour ses essences rares ou endémiques du climat pontique. L'embouchure de la rivière Psoou, qui se jette dans la mer Noire, se trouve à huit kilomètres au sud-est du centre-ville d'Adler. Elle marque la frontière avec l'Abkhazie, république autonome de Géorgie selon le droit international et géorgien, mais État souverain selon la fédération de Russie.

## Sport
- Le centre de patinage Adler Arena a accueilli les épreuves de patinage des jeux olympiques d'hiver de 2014.
- L'arène de glace Chaïba a accueilli les épreuves de hockey sur glace des jeux olympiques d'hiver de 2014.
- Le centre de curling Ice Cube a accueilli les épreuves de curling des jeux olympiques d'hiver de 2014.
- L'autodrome de Sotchi, est un circuit automobile qui accueille le Grand Prix automobile de Russie.